# Camp de Suippes
Camp de Suippes is sinds 1950 een militair domein in het noorden van Frankrijk. Het is gelegen ten noorden van de gemeente Suippes in het departement van de Marne, (regio Grand Est).

## Verdwenen dorpjes
Het afgeschermde kamp is 13.500 ha groot en wordt gebruikt voor schietoefeningen, ook met vliegtuigen. Het werd opgericht op en rond de grond van vijf verwoeste dorpen van tijdens de Eerste Wereldoorlog. De dorpjes Le Mesnil-lès-Hurlus (97 inwoners), Hurlus (88 inwoners), Perthes-lès-Hurlus (156), Ripont (84) en Tahure (185) werden na 1918 nooit meer heropgericht. Nu resten er nog enkel wat verweerde stenen van de voormalige kerken, openbare gebouwen en kerkhoven. Allerlei voorwerpen die later werden gevonden, die meestal betrekking hebben op het gebeuren in die oorlog, liggen hier en daar verspreid nabij die ruïnes.
Het militair domein wordt thans gebruikt door het 40e régiment d'artillerie van het Franse leger en is slechts uitzonderlijk toegankelijk.